# Ludvík Lucemburský ze Saint-Pol
Ludvík Lucemburský ze Saint-Pol (1418 – 19. prosinec 1475) byl hrabě ze Saint-Pol, Brienne, Ligny a Conversana, a konstábl Francie. Patřil k větvi Ligny rodu Lucemburků.
Ludvík byl nejstarším synem Petra Lucemburského a Markéty z Baux. Jeho starší sestra Jacqueline, známější jako Jacquetta Lucemburská, se provdala za Jana z Bedfordu, Ludvík byl zpočátku ve Stoleté válce na straně Lancasterů.
Vychovával ho jeho strýc Jan, jehož se stal poté dědicem. Nicméně, král Karel VII. Francouzský po Janově smrti v roce 1441 pozemky zabavil. Následně se Ludvík snažil sblížit s králem, aby mu pozemky vrátil. Nicméně, hrabství Guise si nárokoval Karel, hrabě z Maine. Záležitost byla urovnána sňatkem Ludvíkovy sestry Isabely s Karlem z Maine, který hrabství přijal jako její věno.
Ludvík se stal blízkým přítelem dauphina Ludvíka, budoucího krále Ludvíka XI. a bojoval s ním ve Flandrech a Normandii. Nicméně, v roce 1465 se Ludvík se svým přítelem rozešel a spojil se s královým bratrem, Karlem ze Berry v Lize veřejného blaha. V bitvě u Montlhéry, velel předvoji Karla Smělého, později se stal francouzským konstáblem Ludvíka XI. Válku ukončila smlouva Conflans, zatímco Saint-Pol získal ruku královy švagrové, Marie Savojské.
Potom byl opakovaně neloajální vůči králi, spojil se s Karlem, hrabětem z Charolais, a anglickým králem Eduardem IV., manželem jeho neteře. Konečná zrada přišla v roce 1474, kdy se Saint-Pol spojil s Karlem Smělým, burgundským vévodou, který již vstoupil do spojenectví s králem Eduardem IV., aby si po Stoleté válce rozdělili Francii. Plánovali vraždu krále Ludvíka a rozdělení Francie mezi Saint-Pola, vévodu Burgundska, Bretaně, Bourbonu a Namouru, hraběte z Maine a krále Eduarda. Saint-Pol se pak snažil ke spiknutí přitáhnout více velmožů.
Celá záležitost se začala vyjasnila poté, co král Ludvík s králem Eduardem v srpnu 1475 uzavřeli smlouvu Picquigny. Rozhněvaný Saint-Pol dost nerozumně napsal králi Eduardovi, že je "zbabělý, hanebný a bídný král". Eduard dopis neprodleně předal králi Ludvíkovi, který teď měl důkazy, které potřeboval. Ke spiklenci byl poslán posel, který ho informoval, že král "potřebuje hlavu, jako je ta jeho". V září 1475 byl zatčen, a později uvězněn v Bastile. V prosinci proběhla poprava. Filip de Commynes, hlavní kronikář Ludvíkovy vlády, napsal, že Saint-Pol byl "opuštěný Bohem, protože se ze všech sil snažil prodloužit nepřátelství mezi králem a burgundským vévodou."
V letech 1468 až 1472 byl jeho kaplanem známý překladatel, autor a písař, Jean Miélot.
Ludvík ze Saint-Pol byl dvakrát ženatý, jeho první manželkou byla Johana, hraběnka z Marle a Soissons, a druhou byla Marie Savojská. Měl alespoň devět manželských potomků, včetně:
- Jan Lucemburský (1476)
- Petr II. Lucemburský
- Jacqueline Lucemburská
- Antonín Lucemburský